# 김도윤 (야구 선수)
김도윤(2002년 6월 28일~)은 KBO 리그 두산 베어스의 투수이다.

## 두산 베어스시절
2021년에 입단하였다. 2021년 10월 3일 삼성 라이온즈와의 경기에 구원 등판하며 데뷔 첫 경기를 치렀고, 경기에서 1이닝 무실점을 기록했다.